# 阿傑 (肯塔基州)
阿傑（英語：Arjay）是位於美國肯塔基州貝爾縣的一個人口普查指定地區。

## 人口
根據2020年美國人口普查的數據，阿傑的面積為1.61平方千米，當中陸地面積為1.61平方千米，而水域面積為0.00平方千米。當地共有人口183人，而人口密度為每平方千米113.66人。